# Levertran
Levertran er en tynd gullig olie, der gennem tryk eller opvarmning fremstilles af leveren fra fisk i torskefamilien (Gadidae), lokale hajarter og kuller. Levertran består af letfordøjelige fedtstoffer, som indeholder omega-3-fedtsyre, jod, fosfor, vitamin E samt forholdsvis store mængder af vitamin A og D.
I 1800-tallet blev det almindeligt at behandle og forebygge engelsk syge med levertran, selvom det på dette tidspunkt stadig var uklart, hvorfor levertran fungerede som helbredelsesmiddel. Det var først i 1912 at den polske kemiker Casimir Funk fostrede sin teori om, at engelsk syge opstår på grund af vitaminmangel, og at de nødvendige vitaminer findes i levertran.